# Seyfertův sextet
Seyfertův sextet je malá skupina galaxií v hlavě rozděleného souhvězdí Hada. Skupina se nachází ve vzdálenosti asi 190 miliónů světelných let od Slunce. Ačkoliv na první pohled se zdá, že má šest členů, ve skutečnosti se jedna z galaxií nachází daleko za ní, a kondenzace zcela vpravo pravděpodobně není samostatnou galaxií, ale slapový ohon z hvězd, vymrštěný gravitačním působením okolních galaxií.

## Objev
Skupinu objevil koncem 40. let 20. století americký astronom Carl Keenan Seyfert na fotografických deskách pořízených na Barnard Observatory, spravované Vanderbiltovou univerzitou v Nashville. Objev byl publikován roku 1951 a v té době se jednalo o nejkompaktnější nalezenou skupinu galaxií.

## Popis
Všechny čtyři galaxie okupují oblast o přibližném průměru 100 000 světelných let (asi jako průměr galaxie Mléčná dráha), takže jde o jednu z nejhustších skupin galaxií. Galaxie, z nichž každá má průměr okolo 35 000 světelných let, jsou tak blízko sebe, že vlivem vzájemné interakce ztrácejí hvězdy. Nejviditelnějším důsledkem tohoto jevu je zmíněný slapový ohon, vycházející z NGC 6027 (na fotografii zcela dole uprostřed), ovšem podobných známek destrukce je ve skupině vidět více, a to zejména samotné tvary galaxií NGC 6027, NGC 6027a (druhá shora) a NGC 6027b (zcela dole vlevo) a také halo z odtržených hvězd, které je obklopuje. Téměř neporušeně, až na malou deformaci v disku, vypadá pouze bokem natočená galaxie NGC 6027c (na fotografii zcela nahoře). Není vyloučeno, že skupina splyne během několika příštích miliard let do jediné velké galaxie.
Seyfertův sextet se nápadně liší od jiných podobných útvarů (např. tzv. Stephanova kvintetu) zejména nedostatkem oblastí, v nichž vznikají nové hvězdy. To může znamenat, že tuto skupinu galaxií vidíme ve fázi, kdy spolu teprve začaly interagovat, takže vývoj ještě příliš nepokročil.

## Členové skupiny
Skupina sestává ze čtyř členů, uvedených v následující tabulce:
| Jméno     | Typ | Vzdálenost od Slunce (milión ly) | Zdánlivá jasnost |
| --------- | --- | -------------------------------- | ---------------- |
| NGC 6027  | S0  | ~190                             | +14,7            |
| NGC 6027a | Sa  | ~190                             | +15,4            |
| NGC 6027b | S0  | ~190                             | +15,4            |
| NGC 6027c | SB  | ~190                             | +16              |

Slapový ohon, viditelný jako o něco méně jasná kondenzace v pravé části skupiny, má rovněž své katalogové označení, a sice NGC 6027e. Jeho zdánlivá jasnost je 15,6. Galaxie viditelná na pozadí skupiny má označení NGC 6027d a její zdánlivá jasnost je 16,5.